# Castelo de Arnedo
O Castelo de Arnedo é uma fortificação localizada em Arnedo, na comunidade autónoma de La Rioja, Espanha. Tem vista para a cidade e para o rio Cidacos. As primeiras estruturas defensivas construídas na colina, onde o castelo está localizado agora, datam da época romana. Após a invasão muçulmana, os conquistadores construíram uma nova fortaleza defensiva - datada do século IX sobre os restos existentes. Foi o castelo mais importante da região durante a Idade Média, e mudou de mãos entre muçulmanos e cristãos várias vezes durante a Reconquista.